# Anguillospora rosea
Anguillospora rosea är en svampart som beskrevs av Descals 1992. Anguillospora rosea ingår i släktet Anguillospora, ordningen Pleosporales, klassen Dothideomycetes, divisionen sporsäcksvampar och riket svampar.   Inga underarter finns listade i Catalogue of Life.